# Frichemesnil
Frichemesnil ist eine französische Gemeinde mit 392 Einwohnern (Stand: 1. Januar 2022) im Département Seine-Maritime in der Region Normandie. Sie gehört zum Arrondissement Rouen und zum Kanton Bois-Guillaume (bis 2015: Kanton Clères).

## Geographie
Frichemesnil liegt etwa 20 Kilometer nördlich von Rouen. Umgeben wird Frichemesnil von den Nachbargemeinden Étaimpuis im Norden, Bosc-le-Hard im Osten, Authieux-Ratiéville im Süden, Clères im Süden und Südwesten, Grugny im Westen sowie La Houssaye-Béranger und Fresnay-le-Long im Nordwesten.

## Bevölkerungsentwicklung
| 1962                      | 1968 | 1975 | 1982 | 1990 | 1999 | 2006 | 2013 |
| ------------------------- | ---- | ---- | ---- | ---- | ---- | ---- | ---- |
| 256                       | 240  | 248  | 316  | 406  | 402  | 387  | 427  |
| Quelle: Cassini und INSEE |      |      |      |      |      |      |      |

## Sehenswürdigkeiten
- Kirche Notre-Dame aus dem 13. Jahrhundert